# Xã Harmony, Quận Susquehanna, Pennsylvania
Xã Harmony (tiếng Anh: Harmony Township) là một xã thuộc quận Susquehanna, tiểu bang Pennsylvania, Hoa Kỳ. Năm 2010, dân số của xã này là 528 người.